# Oberlandrat

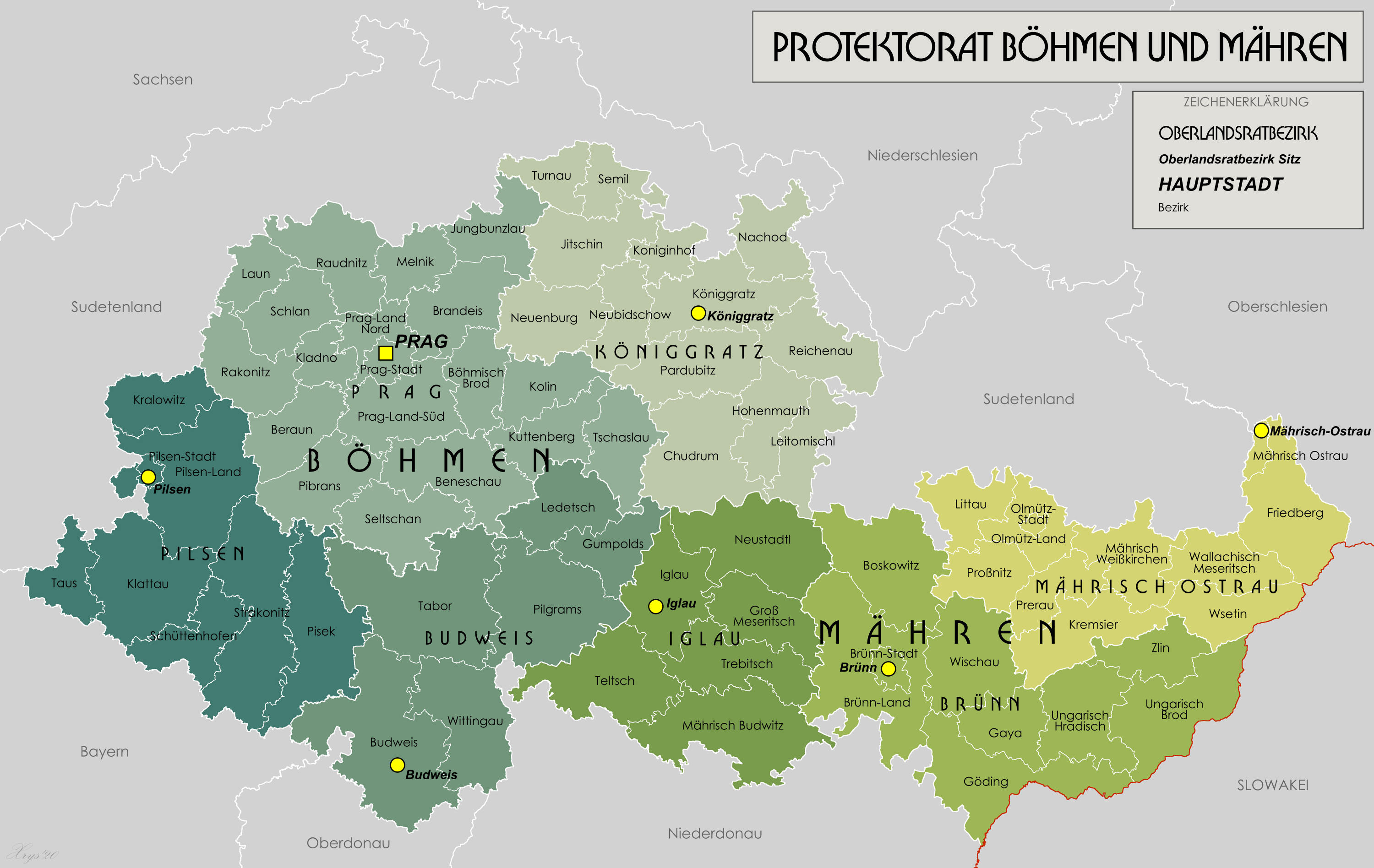
Rozdělení Protektorátu Čechy a Morava na sedm oberlandrátů v letech 1942–44

Oberlandrat (česky vrchní zemský rada, také počeštěle oberlandrát, zkratka OLR) byl nejnižší typ úřadu německé okupační správy v Protektorátu Čechy a Morava. Bylo to rovněž oficiální označení úředníka v čele tohoto úřadu.

## Vznik a rozsah působení
Tyto úřady (německy v množném čísle Oberlandratsämter) vznikly bezprostředně po německé okupaci a zřízení Protektorátu Čechy a Morava. Ve své působnosti měly tyto územní celky (Oberlandratsbezirke) vždy několik českých politických okresů. V roce 1942 prošly tyto úřady rozsáhlou reformou a zanikly spolu s protektorátem na jaře 1945.
V čele jednotlivého úřadu stál oberlandrát (vrchní zemský rada), zpravidla zkušený říšskoněmecký úředník, spolehlivý člen nacistické strany nebo SS.

## Vývoj a pravomoci oberlandrátů
Jednotliví radové byli do svých funkcí jmenováni už před 15. březnem 1939, ačkoli právně byli ustanoveni až 1. září téhož roku. Úřad oberlandráta podléhal přímo říšskému protektorovi a měl dvojí působnost: pro německé státní příslušníky na území protektorátu působil jako nejnižší správní úřad a zároveň byl řídícím a kontrolním úřadem vůči protektorátním obecním i okresním úřadům.
Na počátku okupace bylo zřízeno 35 oberlandrátů, 23 v Čechách a 12 na Moravě. Jejich pravomoci se postupně rozšiřovaly, až se z nich staly velké úřady s početným personálem. Postupně, jak okupační správa prorůstala do zpočátku zdánlivě autonomní protektorátní správy, tj. do vedení zejména okresních úřadů a velkých měst byli dosazováni Němci nebo prověření čeští kolaboranti, nebyl nutný tak častý a přímý dozor nad jejich administrativní činností ze strany oberlandrátů. Úřady oberlandrátů se postupně slučovaly, měly na starosti stále větší území a méně úkolů. Například v roce 1941 už existovalo pouze 15 oberlandrátů: v Praze, Kladně, Kolíně, Táboře, Českých Budějovicích, Klatovech, Plzni, Jičíně, Hradci Králové, Pardubicích, Jihlavě, Brně, Zlíně, Olomouci a Moravské Ostravě.
Nejradikálnější změna proběhla v červnu 1942, kdy v rámci Heydrichovy správní reformy byla značná část správní agendy přenesena na autonomní protektorátní orgány (tzv. správa z příkazu Říše) a tím pádem oberlandrátům zůstala jen politická a kontrolní funkce. Nebyly ovšem výjimkou situace, že oberlandrát současně vykonával funkci okresního hejtmana v jednom nebo několika podřízených okresech. Počet oberlandrátů byl opět snížen na 7 (nadále působily jen v Praze, Českých Budějovicích, Plzni, Hradci Králové, Jihlavě, Brně a Moravské Ostravě) a naposledy (1. září 1944) ještě zredukován na 6, když byl zrušen OLR Praha. Vrchní zemští radové se pak označovali jako inspektoři říšského protektora, později německého státního ministra.

## Územní rozloha oberlandrátů (1940–42)
Následující tabulka ukazuje územní rozlohu a počet obyvatelstva jednotlivých oberlandrátů a jim podřízených okresů na příkladu územního rozdělení platného od října 1940 do 15. června 1942, kdy došlo ke změně jak u rozlohy OLR (jejichž počet byl zredukován na 7, z toho čtyři v Čechách), tak u rozlohy okresů. Rozloha a počet obyvatel jednotlivých okresů u předcházejících fází rozdělení protektorátu na oberlandráty byly víceméně stejné, takže s drobnými korekturami lze uvedená data použít pro zjištění rozlohy a počty obyvatel v oberlandrátech v celém období 1939–1942.
| Sídlo oberlandrátu                | Oblast působení (autonomní okresní úřady) | Plocha km2 | Počet obyvatel (odhad k 1.1.1940) |
| --------------------------------- | ----------------------------------------- | ---------- | --------------------------------- |
| A) ČECHY                          |                                           |            |                                   |
|                                   |                                           |            |                                   |
| 1) České Budějovice               | 1. České Budějovice                       | 1.136,98   | 139.100                           |
| 1) České Budějovice               | 2. Týn nad Vltavou                        | 254,62     | 16.400                            |
| 1) České Budějovice               | 3. Vodňany                                | 590,68     | 48.000                            |
| 1) České Budějovice               | 4. Třeboň                                 | 892,90     | 53.500                            |
| 1) České Budějovice               | celkem                                    | 2.875,18   | 257.000                           |
|                                   |                                           |            |                                   |
| 2) Jičín (později Mladá Boleslav) | 1. Brandýs nad Labem                      | 308,46     | 59.200                            |
| 2) Jičín (později Mladá Boleslav) | 2. Jičín                                  | 620,89     | 67.300                            |
| 2) Jičín (později Mladá Boleslav) | 3. Mladá Boleslav                         | 568,26     | 91.100                            |
| 2) Jičín (později Mladá Boleslav) | 4. Mělník                                 | 413,37     | 50.300                            |
| 2) Jičín (později Mladá Boleslav) | 5. Mnichovo Hradiště                      | 326,42     | 38.400                            |
| 2) Jičín (později Mladá Boleslav) | 6. Nová Paka                              | 138,42     | 24.200                            |
| 2) Jičín (později Mladá Boleslav) | 7. Semily                                 | 298,97     | 56.800                            |
| 2) Jičín (později Mladá Boleslav) | 8. Jilemnice                              | 147,28     | 21.600                            |
| 2) Jičín (později Mladá Boleslav) | 9. Turnov                                 | 266,94     | 42.100                            |
| 2) Jičín (později Mladá Boleslav) | celkem                                    | 3.089,01   | 451.000                           |
|                                   |                                           |            |                                   |
| 3) Kladno                         | 1. Beroun                                 | 234,27     | 41.800                            |
| 3) Kladno                         | 2. Kladno                                 | 286,35     | 91.900                            |
| 3) Kladno                         | 3. Kralupy nad Vltavou                    | 216,86     | 39.200                            |
| 3) Kladno                         | 4. Louny                                  | 356,58     | 50.200                            |
| 3) Kladno                         | 5. Roudnice nad Labem                     | 530,18     | 76.000                            |
| 3) Kladno                         | 6. Rakovník                               | 632,05     | 58.400                            |
| 3) Kladno                         | 7. Slaný                                  | 549,02     | 92.100                            |
| 3) Kladno                         | celkem                                    | 2.805,31   | 449.600                           |
|                                   |                                           |            |                                   |
| 4) Klatovy                        | 1. Blatná                                 | 680,68     | 42.600                            |
| 4) Klatovy                        | 2. Klatovy                                | 612,00     | 57.000                            |
| 4) Klatovy                        | 3. Písek                                  | 693,10     | 53.500                            |
| 4) Klatovy                        | 4. Přeštice                               | 517,71     | 45.500                            |
| 4) Klatovy                        | 5. Sušice                                 | 293,70     | 28.200                            |
| 4) Klatovy                        | 6. Strakonice                             | 357,92     | 82.300                            |
| 4) Klatovy                        | 7. Domažlice                              | 404,34     | 44.600                            |
| 4) Klatovy                        | celkem                                    | 4.159,45   | 353.700                           |
|                                   |                                           |            |                                   |
| 5) Kolín                          | 1. Český Brod                             | 470,83     | 57.400                            |
| 5) Kolín                          | 2. Humpolec                               | 525,82     | 55.050                            |
| 5) Kolín                          | 3. Kolín                                  | 489,07     | 80.200                            |
| 5) Kolín                          | 4. Kutná Hora                             | 550,81     | 59.800                            |
| 5) Kolín                          | 5. Ledeč nad Sázavou                      | 651,67     | 46.850                            |
| 5) Kolín                          | 6. Nový Bydžov                            | 490,99     | 53.950                            |
| 5) Kolín                          | 7. Nymburk                                | 239,54     | 36.500                            |
| 5) Kolín                          | 8. Poděbrady                              | 454,30     | 57.700                            |
| 5) Kolín                          | 9. Čáslav                                 | 604,35     | 61.300                            |
| 5) Kolín                          | celkem                                    | 4.477,38   | 508.750                           |
|                                   |                                           |            |                                   |
| 6) Hradec Králové                 | 1. Hořice                                 | 195,07     | 25.300                            |
| 6) Hradec Králové                 | 2. Hradec Králové                         | 459,50     | 98.500                            |
| 6) Hradec Králové                 | 3. Dvůr Králové                           | 266,14     | 57.200                            |
| 6) Hradec Králové                 | 4. Náchod                                 | 361,85     | 87.500                            |
| 6) Hradec Králové                 | 5. Nové Město nad Metují                  | 377,27     | 40.300                            |
| 6) Hradec Králové                 | 6. Rychnov nad Kněžnou                    | 425,90     | 55.200                            |
| 6) Hradec Králové                 | 7. Žamberk                                | 290,18     | 33.200                            |
| 6) Hradec Králové                 | celkem                                    | 2.375,91   | 397.200                           |
|                                   |                                           |            |                                   |
| 7) Pardubice                      | 1. Chotěboř                               | 325,51     | 27.800                            |
| 7) Pardubice                      | 2. Chrudim                                | 706,18     | 92.600                            |
| 7) Pardubice                      | 3. Vysoké Mýto                            | 553,30     | 68.600                            |
| 7) Pardubice                      | 4. Litomyšl                               | 513,68     | 77.200                            |
| 7) Pardubice                      | 5. Pardubice                              | 785,79     | 120.300                           |
| 7) Pardubice                      | celkem                                    | 2.884,46   | 386.500                           |
|                                   |                                           |            |                                   |
| 8) Plzeň                          | 1. Hořovice                               | 347,56     | 39.500                            |
| 8) Plzeň                          | 2. Kralovice                              | 527,35     | 31.100                            |
| 8) Plzeň                          | 3. Plzeň                                  | 661,33     | 206.600                           |
| 8) Plzeň                          | 4. Rokycany                               | 710,94     | 62.900                            |
| 8) Plzeň                          | celkem                                    | 2.247,18   | 340.100                           |
|                                   |                                           |            |                                   |
| 9) Praha                          | 1. Jílové u Prahy                         | 269,13     | 25.200                            |
| 9) Praha                          | 2. Hlavní město Praha                     | 172,11     | 990.500                           |
| 9) Praha                          | 3. Praha-venkov                           | 620,57     | 165.500                           |
| 9) Praha                          | 4. Říčany                                 | 233,84     | 54.400                            |
| 9) Praha                          | celkem                                    | 1.295,65   | 1.235.600                         |
|                                   |                                           |            |                                   |
| 10) Tábor                         | 1. Benešov                                | 531,29     | 45.900                            |
| 10) Tábor                         | 2. Kamenice nad Lipou                     | 478,04     | 34.050                            |
| 10) Tábor                         | 3. Milevsko                               | 609,96     | 36.000                            |
| 10) Tábor                         | 4. Příbram                                | 707,97     | 59.300                            |
| 10) Tábor                         | 5. Pelhřimov                              | 729,40     | 47.500                            |
| 10) Tábor                         | 6. Sedlčany                               | 743,51     | 48.900                            |
| 10) Tábor                         | 7. Tábor                                  | 978,47     | 81.400                            |
| 10) Tábor                         | 8. Vlašim                                 | 352,30     | 27.300                            |
| 10) Tábor                         | celkem                                    | 5.130,94   | 380.350                           |
| B) MORAVA                         |                                           |            |                                   |
|                                   |                                           |            |                                   |
| 1) Brno                           | 1. Boskovice                              | 1.033,14   | 119.200                           |
| 1) Brno                           | 2. Brno-město                             | 123,76     | 295.500                           |
| 1) Brno                           | 3. Brno-venkov                            | 1.242,11   | 187.400                           |
| 1) Brno                           | 4. Tišnov                                 | 431,21     | 41.700                            |
| 1) Brno                           | 5. Vyškov                                 | 866,68     | 107.600                           |
| 1) Brno                           | celkem                                    | 3.696,90   | 751.400                           |
|                                   |                                           |            |                                   |
| 2) Jihlava                        | 1. Velké Meziříčí                         | 617,97     | 42.600                            |
| 2) Jihlava                        | 2. Jihlava                                | 755,18     | 82.200                            |
| 2) Jihlava                        | 3. Moravské Budějovice                    | 1.167,38   | 83.700                            |
| 2) Jihlava                        | 4. Nové Město na Moravě                   | 1.054,96   | 73.050                            |
| 2) Jihlava                        | 5. Telč                                   | 924,54     | 72.850                            |
| 2) Jihlava                        | 6. Třebíč                                 | 719,89     | 64.500                            |
| 2) Jihlava                        | celkem                                    | 5.239,92   | 418.900                           |
|                                   |                                           |            |                                   |
| 3) Moravská Ostrava               | 1. Místek                                 | 480,44     | 65.250                            |
| 3) Moravská Ostrava               | 2. Frýdek                                 | 411,05     | 120.600                           |
| 3) Moravská Ostrava               | 3. Moravská Ostrava                       | 99,45      | 142.500                           |
| 3) Moravská Ostrava               | 4. Valašské Meziříčí                      | 526,36     | 66.500                            |
| 3) Moravská Ostrava               | 5. Vsetín                                 | 552,70     | 51.900                            |
| 3) Moravská Ostrava               | celkem                                    | 2.070,00   | 446.750                           |
|                                   |                                           |            |                                   |
| 4) Olomouc                        | 1. Kroměříž                               | 464,40     | 69.200                            |
| 4) Olomouc                        | 2. Litovel                                | 475,53     | 55.600                            |
| 4) Olomouc                        | 3. Hranice                                | 412,00     | 54.450                            |
| 4) Olomouc                        | 4. Olomouc-město                          | 40,56      | 64.900                            |
| 4) Olomouc                        | 5. Olomouc-venkov                         | 418,69     | 68.000                            |
| 4) Olomouc                        | 6. Přerov                                 | 449,94     | 88.700                            |
| 4) Olomouc                        | 7. Prostějov                              | 471,67     | 92.200                            |
| 4) Olomouc                        | celkem                                    | 2.732,79   | 493.050                           |
|                                   |                                           |            |                                   |
| 5) Zlín                           | 1. Kyjov                                  | 461,69     | 57.000                            |
| 5) Zlín                           | 2. Hodonín                                | 724,91     | 95.700                            |
| 5) Zlín                           | 3. Holešov                                | 491,47     | 55.900                            |
| 5) Zlín                           | 4. Uherský Brod                           | 945,82     | 89.100                            |
| 5) Zlín                           | 5. Uherské Hradiště                       | 740,48     | 114.900                           |
| 5) Zlín                           | 6. Zlín                                   | 457,03     | 97.500                            |
| 5) Zlín                           | celkem                                    | 3.821,40   | 510.100                           |